# Jouhikko

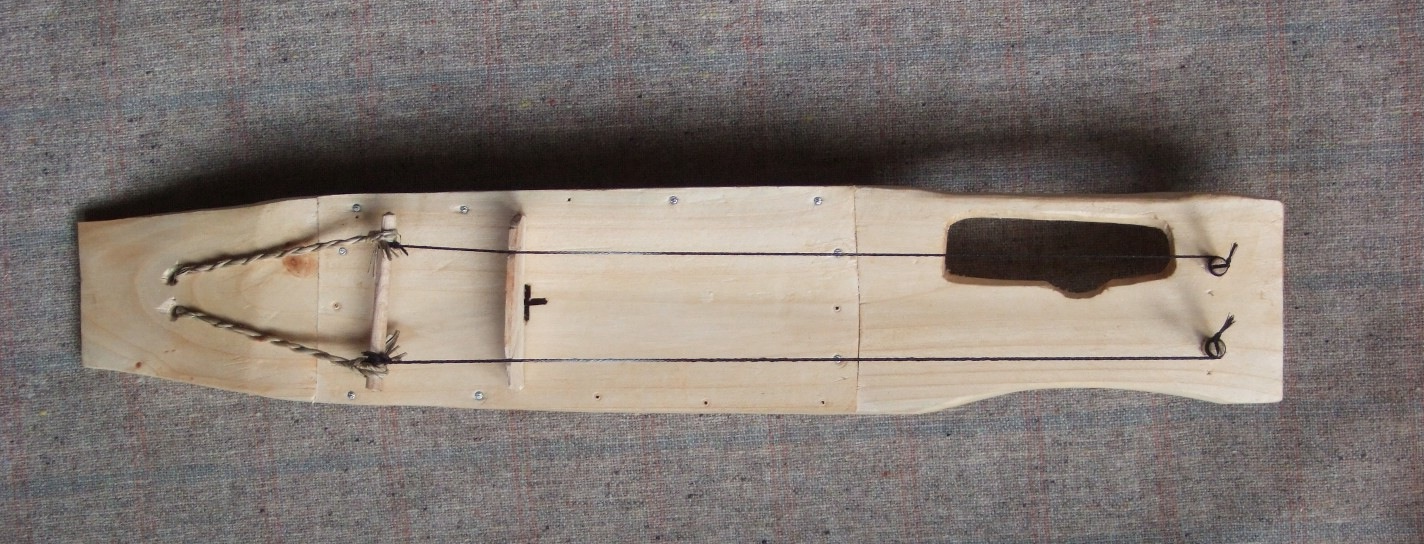
Jouhikko

Jouhikko, auch jouhikannel oder jouhi kantele, ist die seltene Form einer zwei- oder dreisaitigen, mit einem Bogen gestrichenen Leier, die in der Volksmusik in Finnland gespielt wird. Der Namensbestandteil kantele bezieht sich auf die andersgeartete, finnische griffbrettlose Zither kantele und jouhi (finnisch „Rosshaar“) bezeichnet allgemein Streichinstrumente.
Der auf der Decke stehende Steg in Verbindung mit einer gegenüberliegenden Öffnung charakterisiert die jouhikko und die eng verwandte schwedische Streichleier talharpa mit vier Saiten. Es besteht möglicherweise eine Beziehung zu der sechssaitigen Griffbrettleier crwth in Wales. Die langgestreckte rechteckige Form des Korpus verweist auf die Verwandtschaft mit Bordunzithern, die in Nordeuropa kannel in Estland, langeleik in Norwegen, langspil und fiðla in Island heißen. Letztere war vermutlich Vorbild für die tautirut der kanadischen Inuit. Zu den Herkunftstheorien siehe Talharpa.
Die jouhikko hat kein Griffbrett. Das Loch ist dazu da, um die linke Hand von unten durchzustrecken und mit den Fingern die eine Melodieseite durch seitliches Berühren zu verkürzen. Die jouhikko wurde früher für finnische Volkslieder gebraucht, heute gibt es sie immer seltener. Die Saiten sind traditionell aus Rosshaar. Nachbauten besitzen Nylon- oder auch Metallsaiten.
Gestimmt sind die drei Saiten auf d¹–a–e¹, wobei die mittlere A-Saite als begleitende Bordun verwendet wird. Diese Stimmung des Instruments ist auch als karelische Stimmung bekannt. Falls die Bordunsaite tiefer gestimmt ist, verwendet man den Begriff haikea (melancholisch). Eine Band, die dieses Instrument immer noch benutzt, ist die Folk-Metal-Gruppe Korpiklaani.